# Каушенський район
Кауше́нський райо́н або Кауше́нь (рум. Căuşeni) — район у південно-східній Молдові. Адміністративний центр — Каушани.
Межує з Яловенським районом на північному заході, Аненій-Нойським районом на півночі, Штефан-Водським районом на сході, Одеською областю України на півдні та Чимішлійським районом на заході. На північному сході розташовується невизнана ПМР, але з офіційної точки зору Молдови це територія Аненій-Нойського та Каушенського районів.
Національний склад населення згідно з Переписом населення Молдови 2004  та 2014 років.
| етнічна група     | 2004           | 2004     | 2014           | 2014     |
| етнічна група     | кількість осіб | Частка,% | кількість осіб | Частка,% |
| ----------------- | -------------- | -------- | -------------- | -------- |
| молдовани/румуни  | 82 276         | 90,80    | 72 381         | 89,16    |
| росіяни           | 3 839          | 4,24     | 2 762          | 3,40     |
| українці          | 2 469          | 2,73     | 1 571          | 1,94     |
| болгари           | 1 108          | 1,22     | 917            | 1,13     |
| ґаґаузи           | 653            | 0,72     | 533            | 0,66     |
| цигани            | 30             | 0,03     | 18             | 0,02     |
| поляки            | 9              | 0,01     | ...            | ...      |
| євреї             | 8              | 0,01     | ...            | ...      |
| інші / не вказали | 220            | 0,24     | 3 003          | 3,69     |
| Всього            | 90 612         | 100      | 81 185         | 100      |

Повсякденна мова мешканців району (2014):
| мови                 | кількість осіб | Частка,% |
| -------------------- | -------------- | -------- |
| молдовська/румунська | 70 462         | 86,79    |
| російська            | 5 973          | 7,36     |
| болгарська           | 364            | 0,45     |
| гагаузька            | 208            | 0,26     |
| українська           | 184            | 0,23     |
| інші                 | 102            | 0,13     |
| не вказали           | 3 892          | 4,78     |
| всього               | 81 185         | 100      |